# Liste der Naturdenkmäler in Horn-Bad Meinberg
Die Liste der Naturdenkmäler in Horn-Bad Meinberg führt die Naturdenkmäler der Stadt Horn-Bad Meinberg (Stand: 2010) auf. 

## Außenbereich
| Nr.    | Bezeichnung                                                                  | Lage  | Bild                                                                         |
| ------ | ---------------------------------------------------------------------------- | ----- | ---------------------------------------------------------------------------- |
| 2.3-1  | 1 Eiche an der Straße Schnitterberg                                          | Karte | 1 Eiche an der Straße Schnitterberg                                          |
| 2.3-2  | 1 Eiche am Ende des Weges Junkernhof in Fromhausen                           | Karte | Eiche am Junkernhof                                                          |
| 2.3-3  | 1 Eiche am Osterbergweg im NSG Wiembecketal                                  | Karte | Eiche am Osterbergweg                                                        |
| 2.3-4  | 1 Buche am Eickernberg                                                       | Karte |                                                                              |
| 2.3-5  | 1 Eiche in einem Heckenweg am kleinen Eickernberg                            | Karte |                                                                              |
| 2.3-6  | 5 Eichen westlich der Fromhauser Straße an der Abzweigung von der K 93       |       |                                                                              |
| 2.3-7  | 1 Eiche im Beller Holz, sog. Schlagetereiche                                 | Karte | Schlagetereiche                                                              |
| 2.3-8  | 7 Eichen nördlich des Entenkruges am Norderteich                             | Karte | weitere Bilder                                                               |
| 2.3-9  | 1 Eiche westlich der Höxterstraße am Hof Altrogge                            | Karte |                                                                              |
| 2.3-10 | 1 Eiche nordöstlich der Kläranlage am Niederbeller Bach                      | Karte | 1 Eiche nordöstlich der Kläranlage am Niederbeller Bach                      |
| 2.3-11 | 1 Eiche nördlich des Niederbeller Baches nahe der L 712                      | Karte | 1 Eiche nördlich des Niederbeller Baches nahe der L 712                      |
| 2.3-12 | 4 Eichen südl. d. Wiesenw. im Naptetal                                       | Karte | 4 Eichen südl. d. Wiesenw. im Naptetal                                       |
| 2.3-13 | 2 Eichen an der Bergheimer Straße gegenüber der Einmündung Bellenberg Straße | Karte | 2 Eichen an der Bergheimer Straße gegenüber der Einmündung Bellenberg Straße |
| 2.3-14 | 1 Holzbirne südlich der K 94 am Bellenberg                                   | Karte | 1 Holzbirne südlich der K 94 am Bellenberg                                   |
| 2.3-15 | 12 Eichen am Hof Nierhoff in Niederheesten                                   | Karte |                                                                              |
| 2.3-16 | 1 Rotbuche nördlich der Freilichtbühne Bellenberg                            | Karte |                                                                              |
| 2.3-17 | 1 Eiche nördlich der Steinheimer Straße an der Kreisgrenze                   | Karte |                                                                              |
| 2.3-18 | 1 Linde auf dem Goldbrink westlich der Leopoldstaler Straße                  | Karte | 1 Linde auf dem Goldbrink westlich der Leopoldstaler Straße                  |
| 2.3-19 | 1 Linde östlich der Leopoldstaler Straße südlich der B 1 n                   | Karte | 1 Linde östlich der Leopoldstaler Straße südlich der B 1 n                   |
| 2.3-20 | 2 Eichen südwestlich der Leopoldstaler Straße                                | Karte | 2 Eichen südwestlich der Leopoldstaler Straße                                |
| 2.3-21 | 4 Eichen und 1 Linde am Rande einer Wiese südlich des Weges Wedderlage       | Karte |                                                                              |
| 2.3-22 | 21 Eichen am Eichenweg in Leopoldstal                                        | Karte | 21 Eichen am Eichenweg in Leopoldstal                                        |
| 2.3-23 | 2 Linden am Eingang zum Ehrenfriedhof im Silbergrund                         | Karte | 2 Linden am Eingang zum Ehrenfriedhof im Silbergrund                         |
| 2.3-25 | Die bewachsene Steinkuhle                                                    | Karte | Bewachsene Steinkuhle                                                        |
| 2.3-26 | Altbuchengruppe mit Felsspalte                                               | Karte | Hohlweg Große Egge                                                           |
| 2.3-28 | Buchenallee                                                                  | Karte | Eiche am Osterbergweg                                                        |

## Innenbereich
Die Liste für den Innenbereich ist nicht vollständig.
| Nr. | Bezeichnung                                    | Lage               | Bild                                           |
| --- | ---------------------------------------------- | ------------------ | ---------------------------------------------- |
|     | Linden auf dem alten Friedhof in Belle         | Belle Karte        | Linden auf dem alten Friedhof in Belle         |
|     | Bäume an der evangelischen Kirche Bad Meinberg | Bad Meinberg Karte | Bäume an der evangelischen Kirche Bad Meinberg |